# Léon Koungou
Léon Koungou, né Koungou Léon Dieudonné Florent le 4 juin 1970 à Yaoundé (Cameroun), est politologue. C'est un spécialiste des relations internationales. Il travaille sur les aspects de défense et de sécurité. Ses travaux portent notamment sur la prolifération nucléaire, les politiques de défense et de sécurité en Afrique subsaharienne, et les problématiques du terrorisme dans la zone sahélo-saharienne, plus spécifiquement Boko Haram et ses deux branches (le Groupe sunnite pour la prédication et le djihad ou « Jama'atu Ahlis Sunna Lidda'Awati Wal-Jihad » – la maison mère -, et l’Etat islamique en Afrique de l’Ouest - ISWAP), Al-Qaïda, et l’État islamique.

## Biographie
Titulaire du DEA en relations internationales (spécialité stratégie) à l’université Paris 1 Panthéon-Sorbonne, il est également diplômé de l’Ecole militaire de Paris (IHEDN), et ancien stagiaire au Laboratoire de sociologie militaire de l’ESM-Saint-Cyr de Coëtquidan (CREC). Il est docteur en science politique de l’université Paris 1 Panthéon-Sorbonne , et docteur en relations internationales de l’université de Namur – Académie de Louvain.
Ses recherches portent sur la culture stratégique, la sociologie du milieu militaire, la politique de défense et de sécurité, et plus spécifiquement les thèmes de l'armement, du désarmement, de la prolifération nucléaire, des terrorismes, la sécuritisation, et la gouvernance démocratique.
Depuis septembre 2019, il est chargé de mission  au ministère de la justice (Laboratoire de recherche et de l’innovation). Professeur de relations internationales à l'université Paris-Saclay, il a également enseigné à l’université de Tours, et, à l’université Sorbonne Paris Nord. Il intervient dans différents médias sur des questions de défense et de sécurité. Il a été notamment l'invité de l'émission Cultures Monde sur France Culture le 8 décembre 2021. Il est intervenu dans des colloques sur le thème de l’aide humanitaire en Afrique. Il est l'auteur d'une étude plus générale sur la gouvernance du secteur de la sécurité et de la défense au Cameroun.
Au-delà des écrits purement scientifiques, Léon Koungou analyse la société contemporaine par le biais d’œuvres de synthèse, c’est-à-dire à mi-chemin entre fiction et essai. Dans ce genre littéraire, il a publié trois romans « L’échec des dieux » en 2009, «Volontaire à l’espoir perpétuel » en 2018, et « Une vie de Djihad » en 2021.

## Principales publications

### Ouvrages
- Sahel indocile, Coup d'État-institution et impuissance de la puissance française, L'Harmattan, 2023  (ISBN 978-2-14-049285-3)
- Boko Haram, parti pour durer, L'Harmattan, 2016  (ISBN 978-2-343-08569-2)[11],[12].
- Culture stratégique et concept de défense au Cameroun, L'harmattan, 2015  (ISBN 978-2-343-04997-7)[13].
- Boko Haram, le Cameroun à l'épreuve des menaces, L'Harmattan, 2014  (ISBN 978-2-343-04132-2)[14].
- L'Afrique des timocrates, Editions du Cygne, 2011  (ISBN 978-2-84924-242-1).
- Défense et sécurité nationale en mouvement : dynamiques des réformes, mutations institutionnelles en Afrique subsaharienne, L'Harmattan, 2011  (ISBN 978-2-296-11296-4).

- Le régime de non-prolifération nucléaire : état des lieux, état du discours, L'Harmattan, 2010  (ISBN 978-2-296-11579-8).

### Contributions dans des ouvrages collectifs
- « La France et le Cameroun : fondements, trajectoires et appréhensions contemporaines d'une coopération historique », in François David (dir.), Pouvoir et puissance en francophonie, Presses universitaires Savoie Mont blanc, avril 2020.  (ISBN 978-2-37741-005-7)

- « Les relations internationales en Afrique centrale : Centrafrique, Gabon, Congo-Brazzaville, Tchad », in Frédéric Ramel et Thierry Balzacq (dir.), Traité de relations internationales, Paris, Presses de Sciences Po, novembre 2013.  (ISBN 978-2-72461-330-8)

### Sélection d'articles
- « De l’initiative des pays du Champ à l’Alliance des États du Sahel : le Sahel peut-il bâtir sa sécurité en marge de la coopération internationale ? », Revue Défense Nationale, décembre 2023, n° 865.
- « Russie : la guerre de l’implantation en Afrique », Revue Défense Nationale, janvier 2023, N° 856 (1).
- « Cameroun : vers une régionalisation de la crise dite anglophone ? », Diplomatie, Les grands dossiers, n°65, décembre 2021-janvier 2022.
- « Golfe de Guinée : insurgés du delta du Niger et sécessionnistes camerounais », Revue Défense nationale, n°846, janvier 2022.
- « Nigéria : Boko Haram va-t-il profiter des conflits latents ? », Diplomatie, Les grands dossiers, n°54, 2020.
- « Crise anglophone : le Cameroun danse au bord du précipice ». Diplomatie : affaires stratégiques et relations internationales. Les Grands dossiers, décembre 2019.
- « Gouvernance du secteur de la sécurité au Cameroun : vicissitudes d’un legs français », Revue Défense nationale, Tribune n°1129, décembre 2019.

- « Lutte contre Boko Haram : comprendre le regain des violences autour du lac Tchad », Revue Défense nationale, Tribune n°1097, juin 2019.
- « Piraterie et insurrections dans le golfe de Guinée », Politique étrangère, été 2018, pp.117-129.
- « L’Ambazonie : l’« État » catalyseur du mal-être de l’anglophone au Cameroun », Revue Défense nationale, n°809, avril 2018.
- « Au-delà du paternalisme : pour une action humanitaire basée sur la réciprocité », Alternatives Sud, vol. 24, n°2, 2017, pp.151-163.
- « Boko Haram, imbroglio dans le nord du Cameroun », Revue Défense nationale, n° 775, décembre 2014.
- « De la sécurisation à la sécuritisation du golfe de Guinée », Revue Défense nationale, Tribune n°480, février 2014.
- « Désoccidentaliser l’aide internationale », Le Monde diplomatique, mai 2013.

- « Les nouveaux accords de défense à l’épreuve des crises africaines », Revue Défense nationale, n° 757, février 2013.
- « Postcolonialisme et culture stratégique : le cas du Cameroun », Sécurité Globale, vol.16, n°2, 2011, pp.113-120.
- « Démocratie et fondamentalismes religieux au Nigeria : vivre libre dans la peur », Géoéconomie, vol. 52, n°1, 2010, pp.105-120.
- « Comment construire la paix dans un espace postconflictuel ? Le cas de Bakassi », Afrique Contemporaine, vol. 234, n°2, 2010, pp.11-24.
- « De l’Ile Longue à Cherbourg : dissuasion et TNP », Revue Défense nationale, N°714, décembre 2008.
- « Quand une péninsule pétrolière change de mains : Cameroun et Nigeria s’accordent sur Bakassi », Le Monde diplomatique, octobre 2008.
- « L’union européenne s’engage à reculons », Le Monde diplomatique, février 2008.

### Rapports de recherche
- « La gouvernance du secteur de la sécurité au Cameroun. Quel rôle pour les organisations de la société civile ? », ASSN, Friedrich-Ebert-Stiftung, avril 2020.

### Communications dans des colloques
- « Les ONG aux frontières de l’impérialisme », intervention au débat N’GO n°23, Bruxelles, mai 2015.

- « La puissance de l’Afrique : un pari pour l’avenir », intervention à la Conférence de l’Institut de Diplomatie Culturelle (ICD), Paris, Assemblée nationale, 3 mai 2012.

- « Le syncrétisme stratégique comme modalité d’organisation de l’État postcolonial », contribution au Colloque du cinquantenaire des indépendances africaines, Paris, Théâtre du Lucernaire, 24 avril 2010.

- « Bakassi, un conflit réglé ? », contribution au Séminaire de l’Institut Français des Relations Internationales (IFRI), Paris, IFRI, 24 juin 2010.

- Co-organisateur de la journée d’étude, l’avenir de la société militaire du 21e siècle. Activité du CRIS, Université Paris 1 Panthéon-Sorbonne, 2006.